# Битва при Штадтлоні (1623)
Битва при Штадтлоні — битва між католиками і протестантами під час Тридцятирічної війни, що відбулась 6 серпня 1623 року. Армію Католицької ліги очолював граф Йоганн Церклас Тіллі, протестантів — Христіан Брауншвейзький.
Христіан Брауншвейзький розташував свої війська на пагорбі, на лівому фланзі захищеному болотистою рівниною, неподалік від села Штадтлон. Дії почались о 14-тій годині. Наступ Тіллі почав з тривалого бомбардування та продовжив кавалерійською атакою на правий фланг протестантів. Кіннота Христіана намагалась відбити атаку кілька разів, але зазнала поразки та почала відступ. Піхота протестантів намагалась відступити, але була затримана болотом. У 17:30 більшість війська Христіана Брауншвейзького капітулювала. Втрати протестантів — 6000—7000 загиблих, 4000 полонених. Втекти вдалося близько 2000 кінноти з Христіаном. Сили Тіллі зазнали втрат менш 1000 осіб.